# القليعة (سنكة)
القُلَيعة في سنكة هي بلدية تقع في مقاطعة وشقة في أرغون في إسبانيا . وفقًا لتعداد عام 2004 (INE) ، يبلغ عدد سكان البلدية 1،245 نسمة.